# Прибулець Павло
«Прибулець Павло» (англ. Paul) — науково-фантастична кінокомедія режисера Ґреґа Моттоли з Саймоном Пеггом і Ніком Фростом у головних ролях. Прибульця Павла озвучив Сет Роген (український дубляж — Євген Малуха). Переклав стрічку українською і зрежисував процес дублювання Олекса Негребецький. Прем'єра кінофільму відбулася 14 лютого 2011 року у Великій Британії, в Україні фільм вперше було показано 24 березня 2011 року.
Касові збори становили $55 760 970 ($24 960 970 в США та $30 800 000 за кордоном).

## Сюжет
Двоє друзів, Грем Віллі та Клайв Голлінгс, — фанати наукової фантастики. Клайв намагається написати власну науково-фантастичну книгу, а Грем її ілюструє. Вони приїжджають на щорічний фестиваль Comic-Con у Сан-Дієго, де їхню увагу привертає стенд, присвячений Зоні 51, де за легендою уряд США зберігає уламки інопланетного корабля. Друзі вирушають у подорож південним заходом США, щоб відвідати місця спостереження НЛО.
Уздовж траси є крамниці, що наживаються на темі НЛО, продаючи сувеніри. В одній з них Грем і Клайв зустрічають вороже налаштованих реднеків і випадково пошкоджують їхнє авто. Уночі друзі бачать аварію автомобіля, водієм якого виявляється інопланетянин Павло. Прибулець намагається поводитися «по-людськи» й просить довезти його в одне місце. Грем погоджується, а Клайв знепритомнів і обмочився, побачивши інопланетянина.
Пізніше на місце аварії прибуває спеціальний агент Зойл із Секретної служби, повідомляючи своїй начальниці «Великому Брату», що прибулець зник. Вона відправляє на допомогу новачків Хаггарда та О'Райлі. Клайв залишається параноїком щодо намірів Павла. Павло пояснює, що його вигляд «звичайний», бо уряд 60 років пропагував саме такий образ інопланетян на випадок контакту громадян із ним. Павло також добре розуміється на фантастиці й демонструє, що може ставати невидимим, коли затримує подих.
Друзям і прибульцеві вдається уникнути спецагентів і реднеків. Пізніше Грем, Клайв і Павло розбивають табір на території кемперського парку, яким керують християнські фундаменталісти: одноока Рут Баггс та її батько Мовзес. Павло розповідає, що помітно вплинув на масову культуру: надихнув Стівена Спілберга на фільм «Іншопланетянин» і на серіал «Цілком таємно».
Клайв і Павло сваряться. Наступного ранку Рут чує розмову Павла про еволюцію, бачить його і непритомніє, тому друзі забирають її з собою. Під час подальшої суперечки Павло переконує Рут засумніватися в її поглядах на світ і лікує її сліпе око. При цьому він переносить хворобу на себе та негайно лікує її.
Зупинившись у барі, Рут отримує телефонує своєму батькові, але Зойл перехоплює дзвінок і наказує їй видати інопланетянина владі. Потім до неї пристають реднеки, а побачивши Клайва і Грема, хочуть помститися їм за авто. Павло лякає їх своєю появою і реднеки непритомніють.
Пізніше, в іншому кемперському парку, Рут перестріває агент Зойл, але вона вдає, що не розуміє в чому справа й тікає. Тим часом Хаггард та О'Райлі бачать Павла, проте Зойл наказує їх повернутися на базу. Вони вирішують самостійно спіймати прибульця.
Невдовзі Грем, Клайв, Рут і Павло прибувають до будинку Тари, яка врятувала Павла, коли він розбився на Землі 60 років тому, випадково вбивши її собаку (на честь якого отримав ім'я). Вона вибачає Павла і готує гостям чай. Хаггард, О'Райлі та Зойл оточують будинок. Група тікає, але О'Райлі стріляє в них і влучає в газовий балон, унаслідок чого будинок вибухає. Хаггард переслідує втікачів, але потрапляє в аварію. Зойл запевняє начальницю, що затримає Павла протягом години, але вона наказує діяти швидше і залучити військових.
Павло, Грем, Клайв, Рут і Тара прибувають до скелі «Вежа Диявола» (як у фільмі «Близькі контакти третього ступеня»), де запускають феєрверки, щоб сповістити материнський корабель Павла. Раптово прибуває гелікоптер з агентами та їхньою начальницею. Стається перестрілка, в якій Зойл отримує поранення. Виявляється, що він друг Павла та намагається допомогти йому втекти. Несподівано прибуває Мовзес і стріляє в Павла, але влучає в Грема. Павло, ризикуючи власним життям, лікує його рану. Мовзес сприймає це як диво та вважає, що Павло — месія.
Грем і Рут освідчуються одне одному в коханні та цілуються, але «Великий Брат» отямлюється і збирається в них вистрілити. Але її розчавлює послана за Павлом летюча тарілка. Павло прощається зі своїми друзями та пропонує Тарі полетіти з ним. Вона приймає пропозицію, а Павло забирає з собою комікс, який узяв раніше в крамниці. Два роки по тому Грем, Клайв та Рут відвідують Comic-Con, де Грем і Клайв представляють свою книгу під назвою «Павло».

## У ролях
| Актор             | Роль                           |
| ----------------- | ------------------------------ |
| Саймон Пегг       | Грем Віллі                     |
| Нік Фрост         | Клайв Голлінгс                 |
| Сет Роген         | Павло                          |
| Джейсон Бейтман   | спеціальний агент Лоренцо Зойл |
| Крістен Віг       | Рут Баггс                      |
| Білл Гейдер       | агент Хаггард                  |
| Блайт Даннер      | Тара Волтон                    |
| Джо Ло Тругліо    | агент О'Райлі                  |
| Джон Керролл Лінч | Мовзес Баггс                   |
| Джейн Лінч        | Пет Стівенс                    |
| Девід Кокнер      | Гас                            |
| Джессі Племенс    | друг Гаса                      |
| Сігурні Вівер     | «Великий Брат»                 |
| Джефрі Тембор     | Адам Шадоучайлд                |
| Стівен Спілберг   | камео                          |

## Український дубляж
Дубльовано студією LeDoyen на замовлення компанії B&H у 2011 році.

Перекладач та режисер дубляжу: Олекса Негребецький 

Звукорежисери: Михайло Угрин, Дмитро Мялковський 

Координатор проекту: Аліна Гаєвська 

Ролі дублювали: Павло — Євген Малуха, Грем — Юрій Кудрявець, Клайв — Сергій Солопай, Рут Багс — Світлана Шекера, Агент Зойл — Андрій Самінін, Керівник — Ольга Радчук, Геггард — Захар Клименко, О'Рейлі — Юрій Коваленко, Шадовчайлд — Микола Карцев, Мойсей Багс — Олександр Бондаренко та інші.

## Кінокритика
На сайті Rotten Tomatoes рейтинг кінофільму становить 71 % (110 схвальних відгуків і 45 негативних). На сайті Metacritic оцінка фільму — 57 із 100 балів..